# Izoramnetyna
Izoramnetyna – organiczny związek chemiczny należący do grupy O-metylowanych flawonoli, będących podgrupą flawonoidów.

## Występowanie
Izoramnetyna, jako związek z grupy flawonoidów, została odkryta w 1938 roku przez węgierskiego chemika Albera Szent-Györgyiego. Początkowo traktował flawonoidy jako witaminę P, lecz później zostało stwierdzone, że nie są związkami niezbędnymi dla funkcjonowania ludzkiego organizmu, stąd technicznie nie mogą być uważane za witaminę.
Izoramnetyna występuje w wielu roślinach, będących składnikiem pożywienia człowieka. Do najbogatszych źródeł izoramnetyny należą:
- koper ogrodowy – 43,5 mg/100 g,
- koper włoski – 9,3 mg/100 g,
- migdały – 7,05 mg/100 g,
- szczypiorek – 6,75 mg/100 g,
- rzepa – od 5 do 10 mg/100 g,
- czerwona cebula – 4,25 mg/100 g.

## Właściwości lecznicze
Badania dotyczące izoramnetyny sugerują, że związek może mieć następujące pozytywne efekty na zdrowie człowieka:
- działanie jako przeciwutleniacz[4],
- zapobieganie miażdżycy,
- zapobieganie wysokiemu ciśnieniu krwi,
- spowalnia proces narastania adipocytów[5],
- ochrona przed nowotworami[6] (rak przełyku, rak wątroby, rak płuc[7], rak skóry[8]),
- ochrona przed problemami zdrowotnymi wywołanymi cukrzycą (zaćma[9], wysoki poziom glukozy we krwi),
- ogólna ochrona serca (związana z działaniem antyoksydacyjnym izoramnetyny).

## Metabolizm
Enzym 3-O-metylotransferaza kwercetyny (EC 2.1.1.76) używa S-adenozylometioniny i kwercetyny by wytworzyć S-adenozylo-L-homocysteinę i izoramnetynę.
Enzym 7-O-metylotransferaza 3-metylokwercetyny (EC 2.1.1.82) używa S-adenozylometioniny i izoramnetyny, by wytworzyć S-adenozylo-L-homocysteinę i ramnazynę.

## Glikozydy
- 3-O-rutynozyd-7-O-glukozyd izoramnetyny
- 3-O-rutynozyd-4′-O-glukozyd izoramnetyny